# Корчинська Оксана Анатоліївна
Оксана Анатоліївна Корчинська (нар. 17 листопада 1970) — українська громадська діячка, волонтерка, Народний депутат України 8-го скликання, на дострокових парламентських виборах 24-й номер в списку Радикальної партії Олега Ляшка, дружина Дмитра Корчинського.

## Життєпис
Оксана Корчинська народилася 17 листопада 1970 року. Має середню освіту. Мешкає у місті Києві. В юності проживала у Монголії, де працював її батько.
Працювала у телекомпанії «ЮТАР».
Віцепрезидент ТРК «Золоті Ворота».
Оксана Корчинська — голова опікунської ради «Охматдит», була координатором волонтерських медслужб спецбатальйонів «Азов» та «Шахтарськ».
Тривалий час є координатором цивільного штабу АТО з медицини, багато часу проводить в зоні бойових дій на сході України.

## Парламентська діяльність
З 27 листопада 2014 року — народний депутат України, пройшла за списком «Радикальної партії Олега Ляшка» (№ 24 у списку) на позачергових парламентських виборах-2014 року.
Перший заступник голови Комітету Верховної Ради України з питань охорони здоров'я, співголова групи з міжпарламентських зв'язків з Італійською Республікою, член групи з міжпарламентських зв'язків з Державою Катар.
Оксана Корчинська та Андрій Лозовий є авторами законопроєкту про перейменування Росії на Московію та про розрив дипломатичних відносин з Росією.

## Особисте життя
Чоловік Корчинський Дмитро Олександрович — голова партії «Братство»; син Данило (1990).